# Ernst Hiesmayr

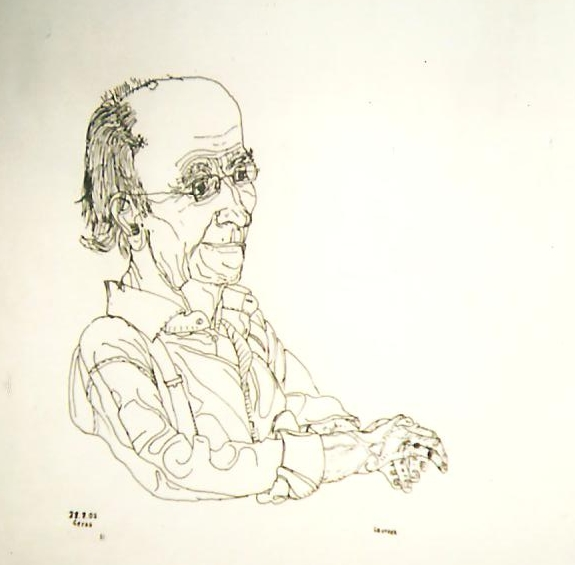
Ernst Hiesmayr (2003), Portrait von Matthias Laurenz Gräff (Sammlung Jörg Michael Hiesmayr)

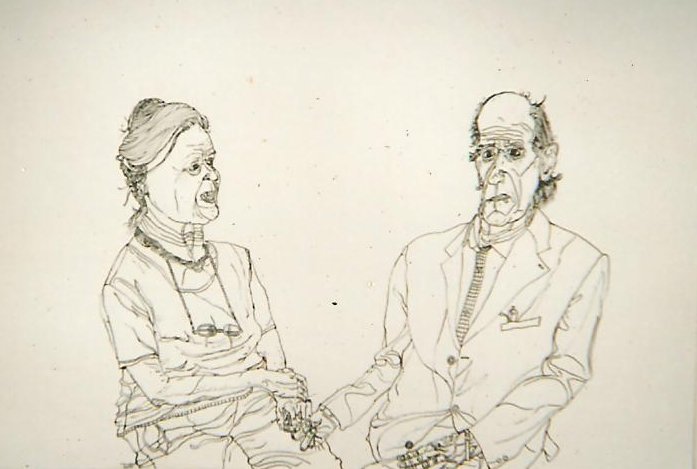
Ernst Hiesmayr mit Gattin Isolde, geb. Moosbrugger (2003), Doppelportrait von Matthias Laurenz Gräff. (Sammlung Jörg Michael Hiesmayr)

Ernst Hiesmayr (* 11. Juli 1920 in Innsbruck; † 6. August 2006 in Bregenz) war ein österreichischer Architekt und Zeichner sowie Professor und Rektor der Technischen Universität Wien.

## Leben
Ernst Hiesmayr arbeitete bereits als Schüler während seiner Mittelschulzeit auf Baustellen, wo er sich seine Material-, Konstruktions- und Praxisorientiertheit aneignete. Während des Zweiten Weltkrieges war er beim Arbeitsdienst und als Offizier in der deutschen Wehrmacht tätig. In den Jahren 1945 bis 1948 studierte Hiesmayr Architektur an der Technischen Hochschule Graz. Nach seinem Studium arbeitete er als freier Architekt in Tirol, Vorarlberg und Wien. 1967 wurde Hiesmayr an der Technischen Hochschule in Wien promoviert. 1968 wurde er dort zum ordentlichen Professor in dem Bereich des Instituts für Hochbau berufen. 1973 wurde er Dekan der Fakultät für Bauingenieurswesen und Architektur. Von 1975 bis 1977 war er Rektor der Technischen Universität Wien. 1988 wurde Hiesmayr mit der Ehrensenator-Würde ausgezeichnet. Er war von 1994 bis 2006 Mitglied der Akademie der Künste Berlin.

### Privates
Ernst Hiesmayr war mit der Ärztin Isolde Moosbrugger verheiratet und Vater von Jörg Michael Hiesmayr, dem Leiter der Klinischen Abteilung für Herz-Thorax-Gefäßchirurgische Anästhesie und Intensivmedizin im Allgemeinen Krankenhaus der Stadt Wien.

### Über das Werk
Das architektonische Wirken von Ernst Hiesmayr war geprägt von einer intensiven, leidenschaftlichen Auseinandersetzung mit der Tradition. Der Bregenzerwald hat ihn nicht nur auf persönlicher, sondern auch fachlicher Ebene besonders in den Bann gezogen. Kargheit, Materialreduktion und Funktionalität gewachsener Baukultur bildeten den Nährboden seiner Formenwelt. Sein Verständnis für Tradition und deren Umsetzung prägten viele Vorarlberger Architekten.

## Bauten
- 1950 – Hauptschule in Rieden
- 1951 – Handelskammer Vorarlberg

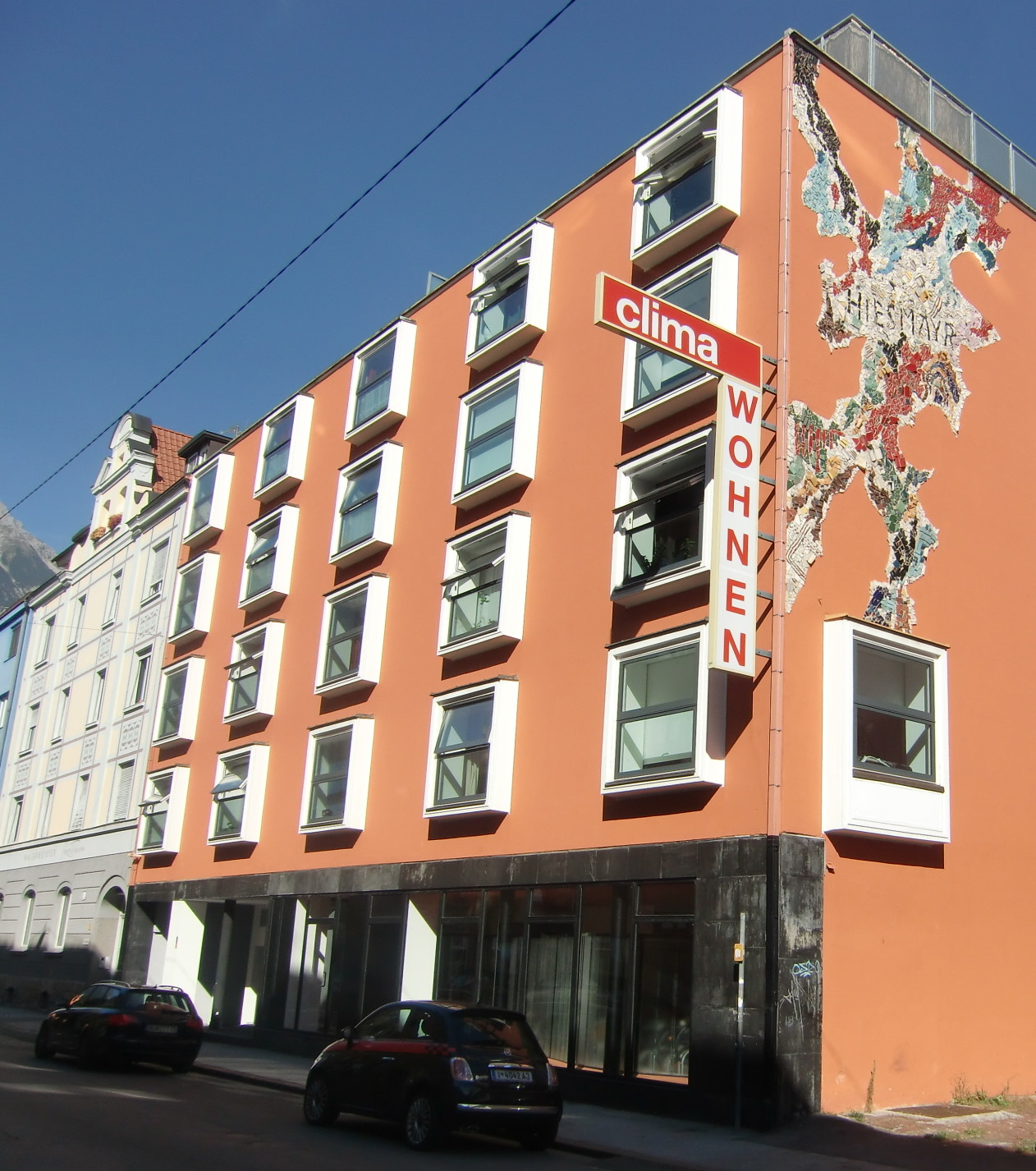
Hotel Clima in Innsbruck, mit Schriftzug Hiesmayr im Mosaik

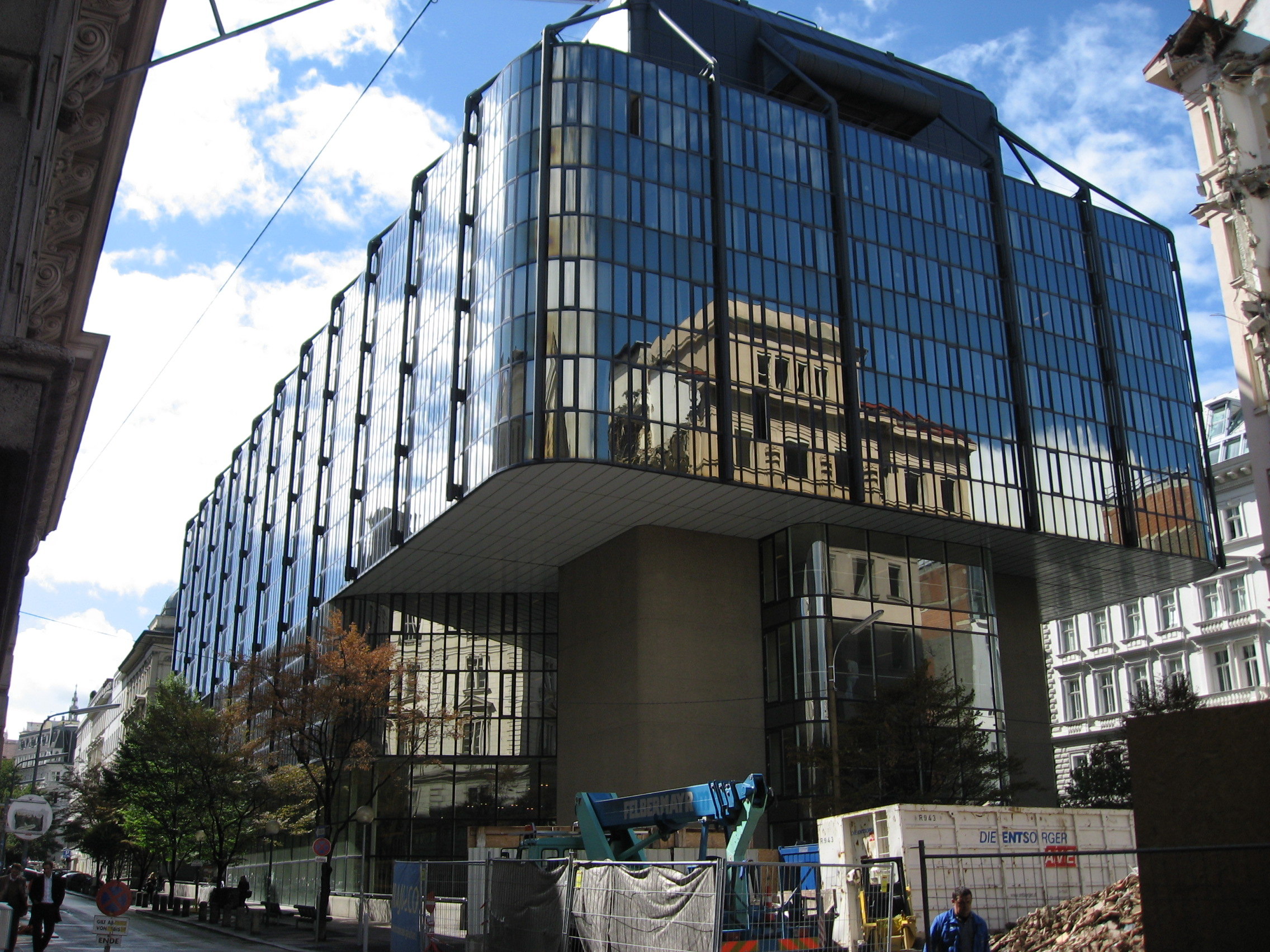
Juridicum der Universität Wien

- 1959 – Hotel Clima in Wien und Innsbruck
- 1961 bis 1967 – Seelsorgeanlage in Linz
- 1963 bis 1965 – Villenhotel Bockkeller in Wien
- 1964 – Atelierhaus Parisini in Neusiedl am Steinfeld
- 1965 – 1967: Wirtschaftsförderungsinstitut Linz[2]
- 1967 – WIFI Dornbirn
- 1968 – Haus Dr. Siemer in der Wachau
- 1974 bis 1984 – Juridicum der Universität in Wien
- 1971 – Bürohaus Honeywell in Wien
- 1973 bis 1975 – Haus Dr. Lanner in Wien
- 1985 – Gewerbehof Daumeg in Wien
- 1985 – Girozentrale-Umbau in Wien
- 1990 – Atelierhaus Karl Prantl in Pöttsching, Burgenland

## Schriften
- 1991 – „Einfache Häuser“
- 1991 – „Das Karge als Inspiration“
- 1996 – „Juridicum“
- 1999 – „Analytische Bausteine“

## Auszeichnungen und Preise
- 1975: Preis der Stadt Wien für Architektur
- 1978: Großes Goldenes Ehrenzeichen für Verdienste um die Republik Österreich[3]
- 1980: Europäischer Stahlpreis für die Juridische Fakultät in Wien
- 1988: Verleihung der Würde eines Ehrensenators der Universität Wien
- 1999: Goldmedaille der Universität für Musik und darstellende Kunst
- 2000: Johann Joseph Ritter von Prechtl-Medaille, TU Wien